# توماس‌لی (بردع)
توماس‌لی (به لاتین: Tumaslı) یک منطقه مسکونی در جمهوری آذربایجان است که در شهرستان بردع واقع شده است. توماس‌لی ۸۶۵ نفر جمعیت دارد.